# マリア・ロコトゥイシガ
マリア・ロコトゥイシガ（Maria Rokotuisiga、2001年6月8日 - ）は、フィジーの女子ラグビー選手。

## プロフィール
- フィジー出身[1]。
- 身長 163cm、体重 65kg
- ポジションはスクラムハーフ(SH)、ウィング(WTB)。

## 略歴
2024年、パリ五輪の7人制女子フィジー代表に選ばれた。